# La Bussière (Vienne)
 La Bussière  es una población y comuna francesa, situada en la región de Poitou-Charentes, departamento de Vienne, en el distrito de Montmorillon y cantón de Saint-Savin (Vienne).

## Demografía
| 680 | 622 | 495 | 437 | 395 | 350 |
| Para los censos de 1962 a 1999 la población legal corresponde a la población sin duplicidades (Fuente: INSEE [Consultar]) |     |     |     |     |     |

## Personas vinculadas
- Adrien André, político.

## Puntos de interés
- Jardin botanique et verger de La Bussière